# Sandy Ground

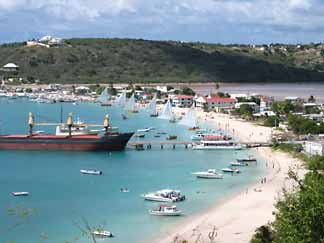
Vista de la localidad.

Sandy Ground es la ciudad más populosa y principal puerto de la dependencia británica de Anguila. Posee una larga playa y está rodeado por grandes riscos y una laguna salada.
Según el censo del año 2001, habitan unas 274 personas.